# 390 a.C.

## Eventos
- 18 de Julho - Batalha de Ália - os gauleses sênones, liderados por Breno, derrotam o exército romano, encabeçado por Quinto Fábio, permitindo a captura e saque de Roma. Embora tivesse recomposto o seu exército nos distritos exteriores, o - novamente - ditador Marco Fúrio Camilo soube livrar-se dos gauleses mediante o pagamento de um grande tributo[1]
- Quinto Fábio Ambusto, Quinto Sulpício Longo, Cesão Fábio Ambusto, pela quarta vez, Quinto Servílio Fidenato, pela quarta vez, Numério Fábio Ambusto, pela segunda vez, e Públio Cornélio Maluginense, pela segunda vez, tribunos consulares em Roma.
- Marco Fúrio Camilo nomeado ditador pela segunda vez. Lúcio Valério Potito é seu mestre da cavalaria.